# Horst Meierhofer

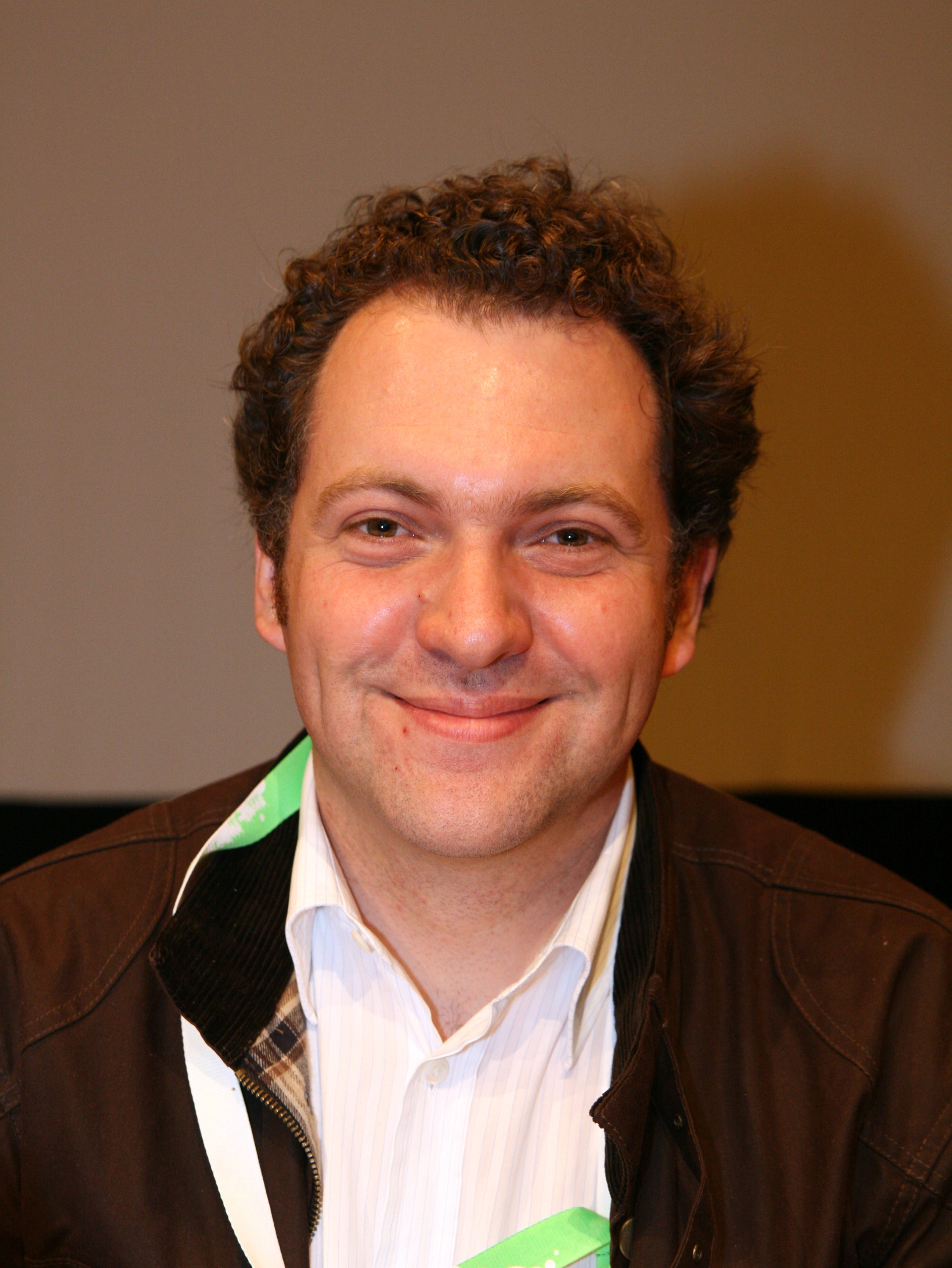
Horst Meierhofer, 2008

Horst Meierhofer (* 21. April 1972 in Regensburg) ist ein deutscher Politiker (FDP). 

## Leben
Nach dem Abitur am Albertus-Magnus-Gymnasium in Regensburg begann Meierhofer eine Ausbildung zum Bankkaufmann bei der Sparkasse Regensburg. Anschließend studierte er Betriebswirtschaftslehre an der Universität Regensburg und der Murray State University, Kentucky, USA und erwarb die Abschlüsse Diplom-Kaufmann und MBA. Er arbeitete als Marketingmanager bei einem deutschen Fachverlag. 
Horst Meierhofer wurde 1993 Mitglied der FDP und der Jungen Liberalen. Von 1997 bis 1999 sowie von 2001 bis 2003 war er Vorsitzender des FDP-Kreisverbandes Regensburg-Stadt. Von 1996 bis 2005 war Meierhofer Bezirksvorsitzender der Julis Oberpfalz und von 2009 bis 2015 Beisitzer im Bundesvorstand der FDP. 2000 wurde er Mitglied im Landesvorstand der FDP Bayern. Seit 2002 gehört Meierhofer dem Stadtrat von Regensburg an.
Von 2005 bis 2013 war er Mitglied des Deutschen Bundestages. Er zog über die Landesliste Bayern in den Bundestag ein, sein Wahlkreis war Regensburg. Er war Sprecher der FDP-Bundestagsfraktion für Gewässerschutz, Umweltplanung und Entsorgungswirtschaft und ordentliches Mitglied im Ausschuss für Umwelt, Naturschutz und Reaktorsicherheit. Er war Gründungsmitglied der Parlamentarischen Gruppe Frei fließende Flüsse. 2009 wählten ihn die bayerischen FDP-Abgeordneten zum Vorsitzenden ihrer Landesgruppe im Deutschen Bundestag. Meierhofer war stellvertretender Vorsitzender des Ausschusses für Umwelt, Naturschutz und Reaktorsicherheit ordentliches Mitglied des Tourismusausschusses und stellvertretendes Mitglied des Wirtschaftsausschusses.
2013 wurde Meierhofer zum stellvertretenden FDP-Landesvorsitzenden gewählt. Er vertritt die Bundes-FDP im Vorstand des Netzwerks Europäische Bewegung Deutschland. 
2014 wurde er zweiter Geschäftsführer des Landesverbandes der Energie- und Wasserwirtschaft Hessen/Rheinland-Pfalz (LDEW).